# 胡宗鷟
胡宗鷟（越南语：／），越南陳朝時期文學家、官員。

## 生平概況
胡宗鷟是越南陳朝時期的演州士城人士，年少時代登科，負有才名，能賦詩，史稱他的文學才能「為時所重」，而其生活舉止則是「詩酒無虛日」。1372年（陳紹慶三年）農曆五月，獲任為翰林院學士。其後於1386年（陳昌符十年）官至翰林學士奉旨、兼審刑院使等。享壽八十餘，終於家。
胡宗鷟的作品有：《討閒效顰》、《越南世志》、《越史綱目》等等。